# Румпель

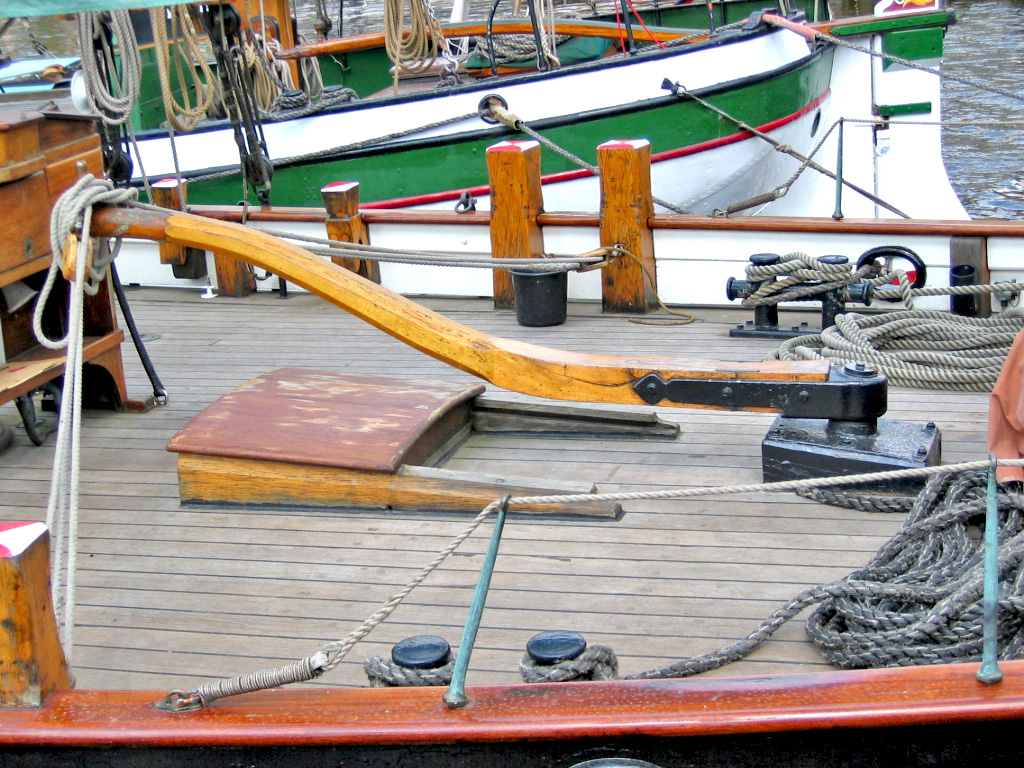
Румпель яхти

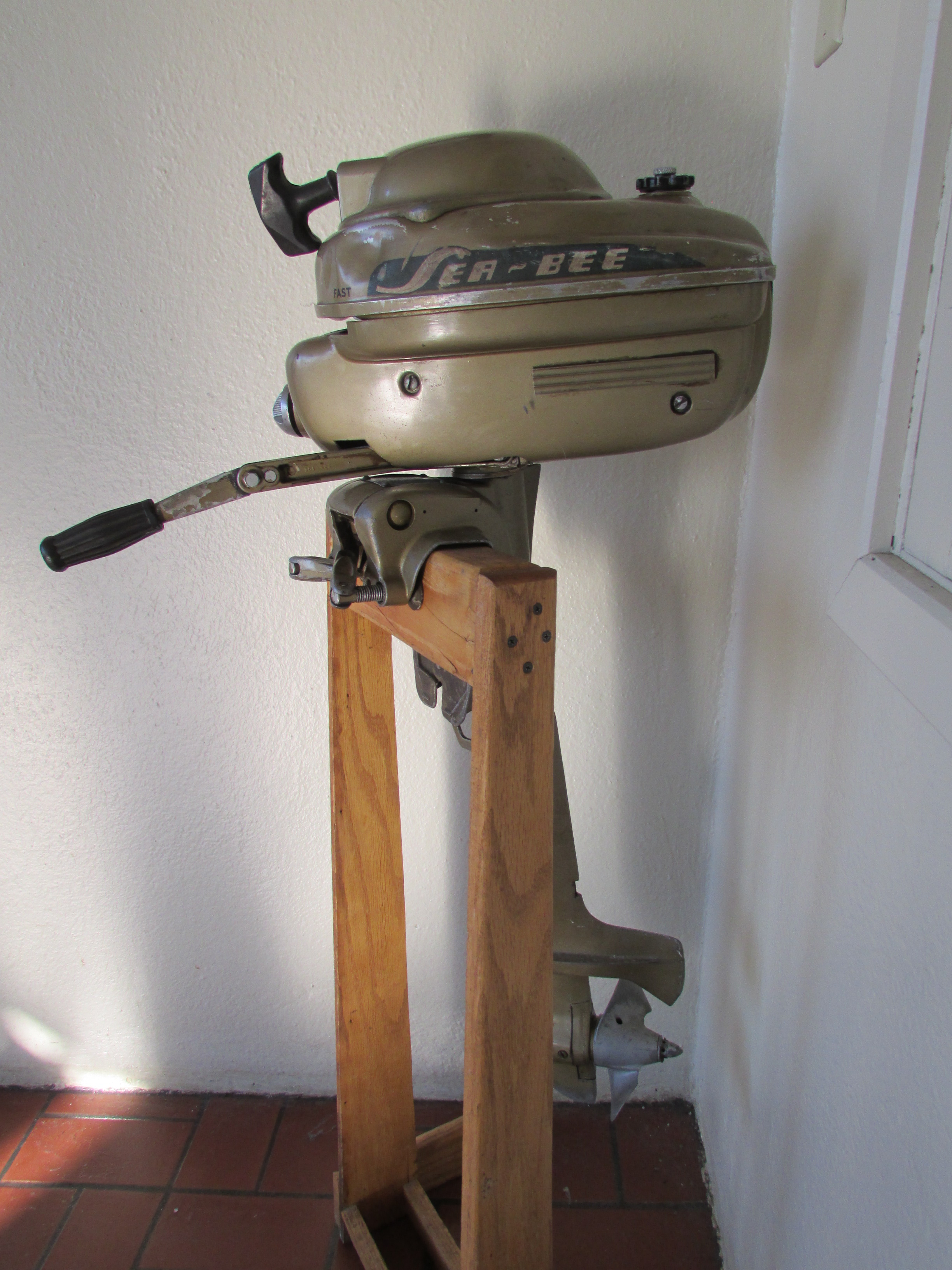
Румпель човнового мотора

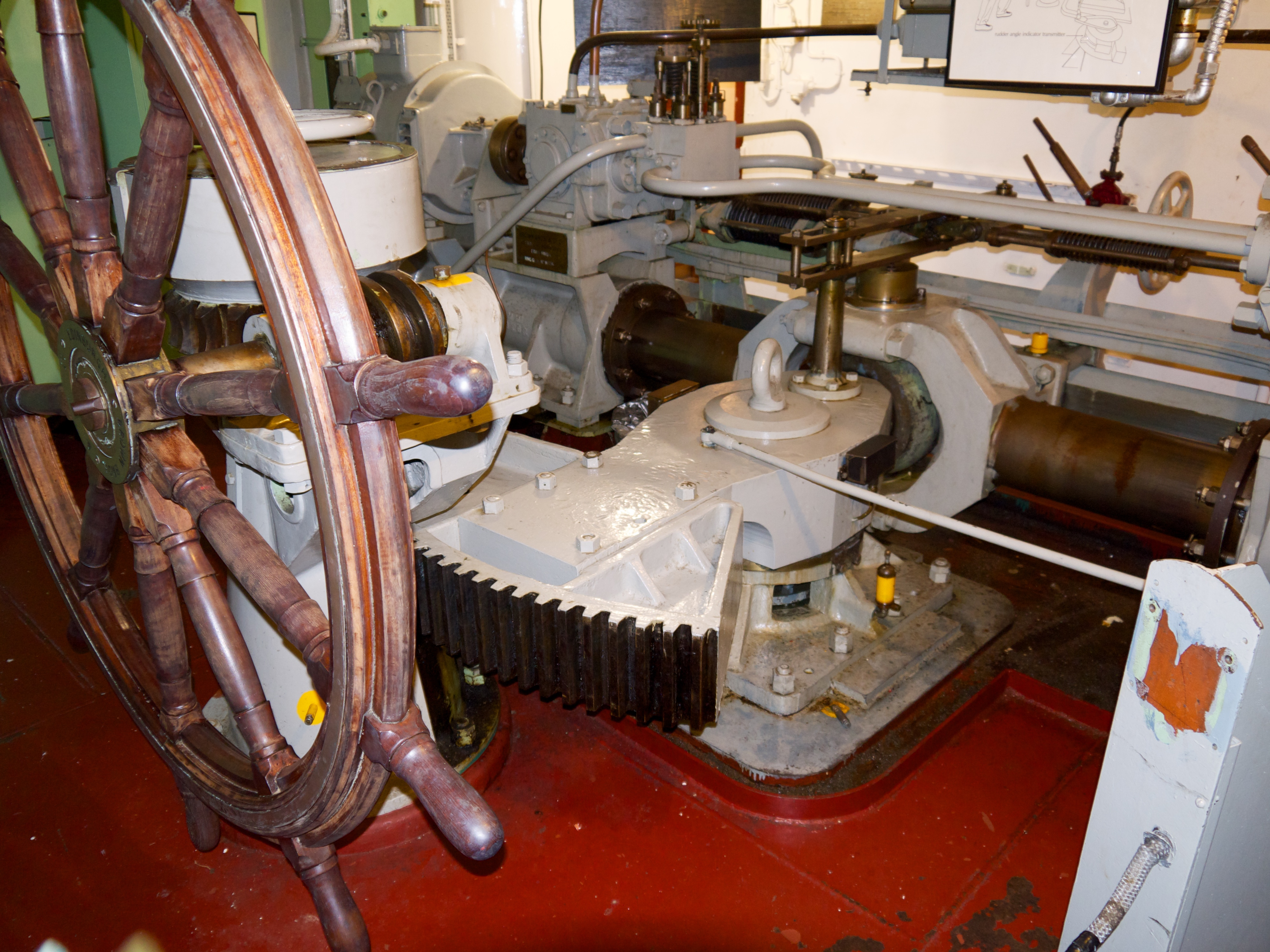
Стернова машина з аварійним секторним румпелем і штурвалом

Ру́мпель (від нід. roerpen, від roer — «весло», «кермо» та pen — «шпеник») — металевий чи дерев'яний важіль, що служить для перекладання стерна. З'єднується заднім кінцем з головкою балера й передає на нього зусилля, що здійснюється стерновим пристроєм чи людиною (стерновим).
У разі наявності на судні штурвала румпель з'єднується з ним за допомогою штуртросів, зубчастої передачі чи стернової машини.

## Види
Одноплечий румпель з одним коліном називається поздовжнім, а двоплечий, що має і друге коліно, шарнірно прикріплене до першого — поперечним; румпель у формі сектора із тросовим чи зубчастим приводом — секторним.
На невеликих суднах румпель частіше за все розташовується над гакабортом (транцем), на великих він повністю розміщується всередині судна (назовні виходить лише балер); на старовинних кораблях він міг також виходити назовні через отвір-гельмпорт у гакаборті.

### Ручний румпель
На малих суднах мускульне зусилля стернового докладається безпосередньо до румпеля. За рахунок його більшої довжини порівняно з пером стерна створюється ефект важеля, чим досягається виграш у силі. Поворот румпеля вправо викликає поворот пера стерна вліво, і відповідно, поворот судна вліво. Таким чином, за принципом дії румпель аналогічний руків'ю кермового весла, відрізняючись від нього тільки способом з'єднання з пером: у весла вони з'єднані безпосередньо між собою, а між горизонтальним румпелем і закріпленим на шарнірах стерновим пером встановлений вертикальний балер.
На шлюпках використовуються вигнутий і прямий румпелі. Перший застосовується при русі на веслах, другий — при русі під вітрилом. Може використовуватися і поперечний румпель, до кінців якого кріпляться брасики (штуртросики, румпель-брасики) — троси для дистанційного керування стерном.
Румпель також використовується для керування підвісними човновими моторами малої і середньої потужності. На кінці румпеля зазвичай розташоване поворотне руків'я управління дросельною заслінкою мотора, а в торці — кнопка «Стоп».

### Румпель штурвального механізму
На великих суднах, обладнаних штурвалом, румпель служить для передачі зусиль від штурвального колеса до пера стерна. При наявності на судні стернової машини він урухомлюється нею.
До поздовжнього румпеля кріпляться штуртроси, які йдуть до барабана штурвала, а також шкентелі румпель-талів (не плутати з руль-талями, шкентелі яких кріпляться прямо до пера стерна), за допомогою яких повертають румпель у шторм або в разі поломки штурвального механізму. Румпель-талі могли кріпити і до колдерштока — вертикального важеля, який використовувався для повертання румпеля в XVI—XVIII століттях.
Поздовжній румпель застосовують головним чином на невеликих суднах. На великих використовують секторний румпель із зубчастою передачею. Приміщення, де розташовується румпель, називається румпельним відділенням.

## На автомобілях

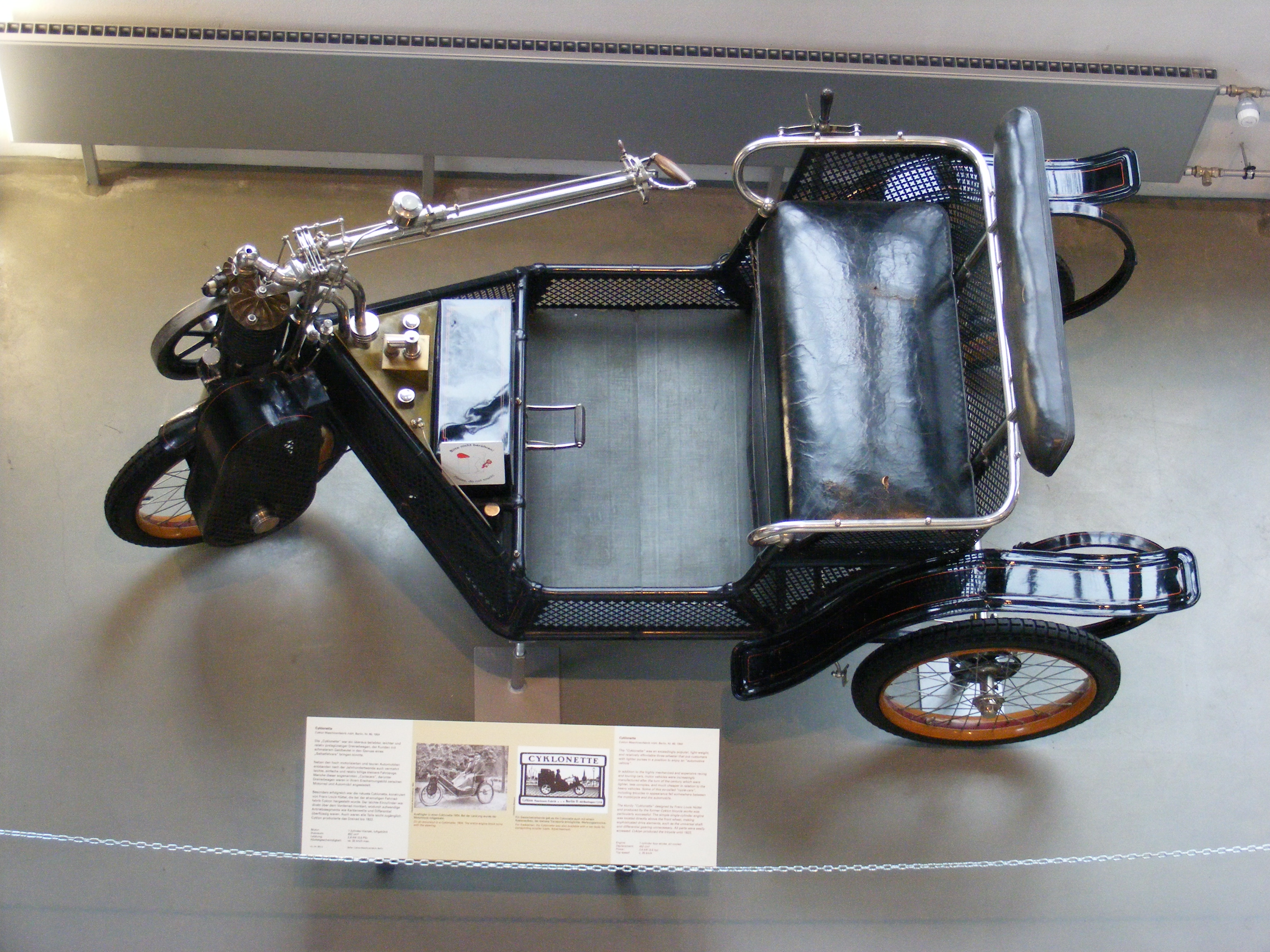
Румпель на автомобілі Cyklonette 1904 року.

Румпель використовувався також на перших автомобілях. Кермове колесо з'явилося в 1894 році і було прийняте як стандарт компанією Panhard у 1898 р.

## Галерея

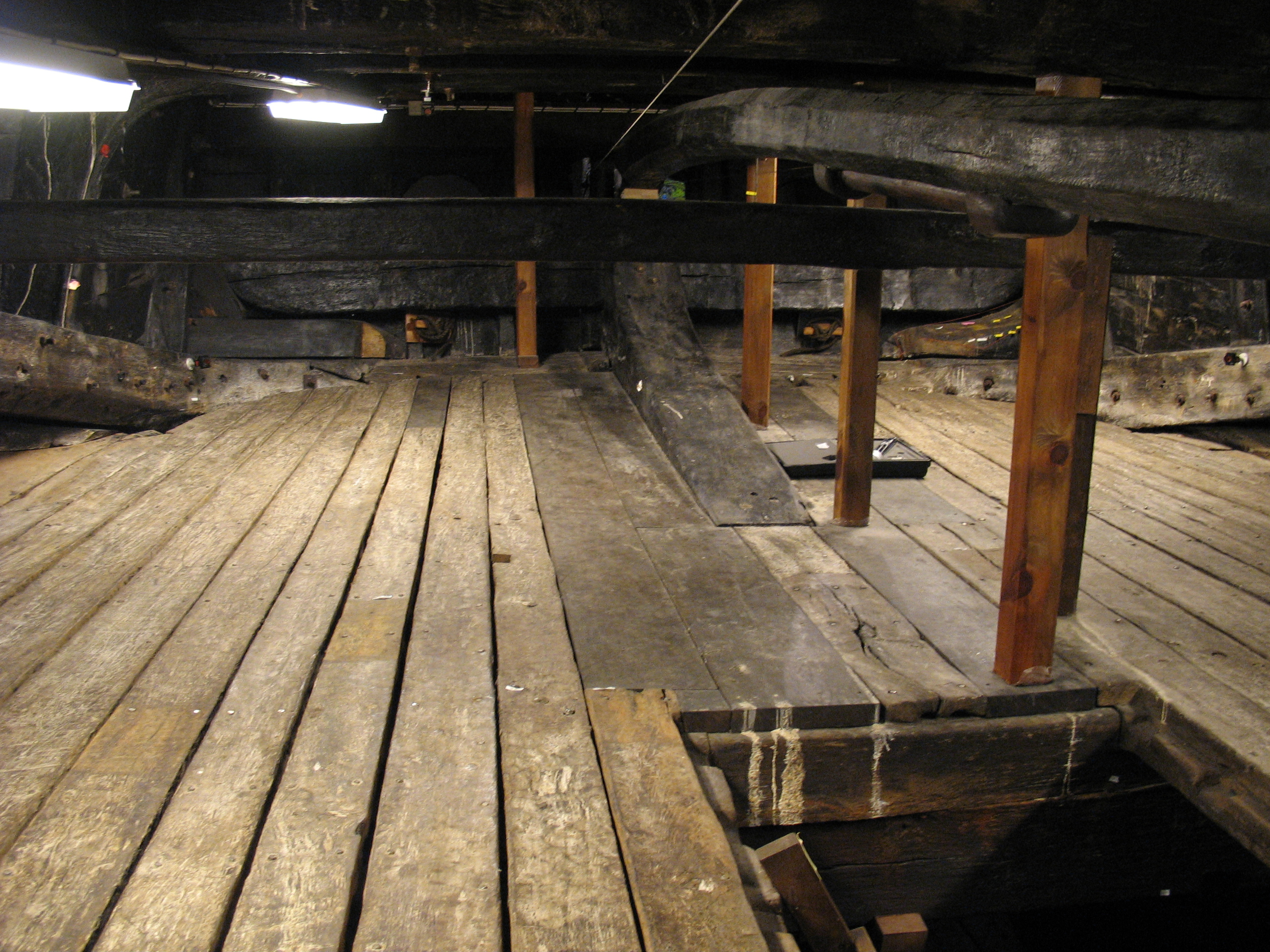
Румпель галеона «Ваза» (темно-жовті стійки поруч встановлені при реконструкції корабля)
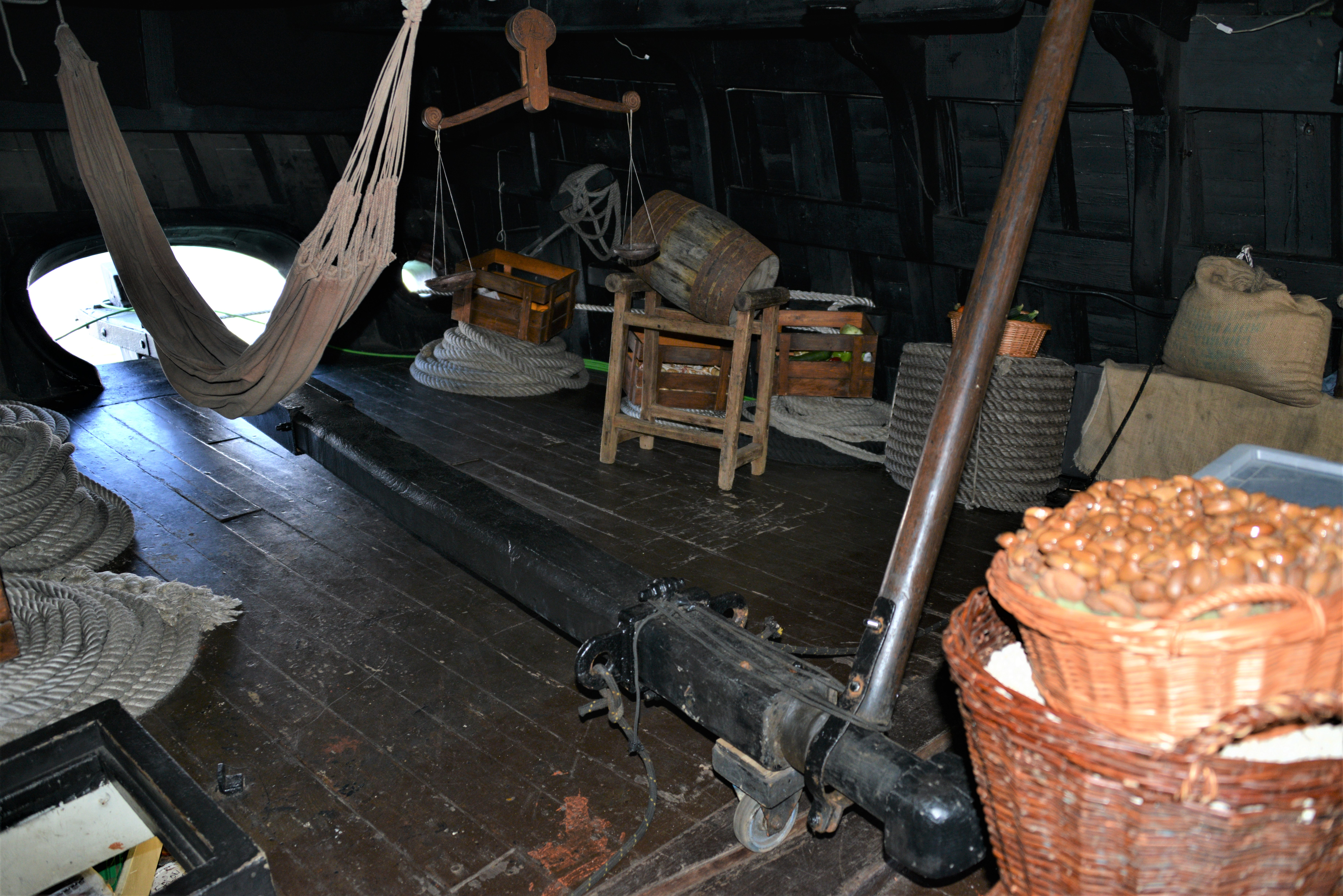
Румпель, гельмпорт і колдершток сучасної реконструкції караки «Вікторія»
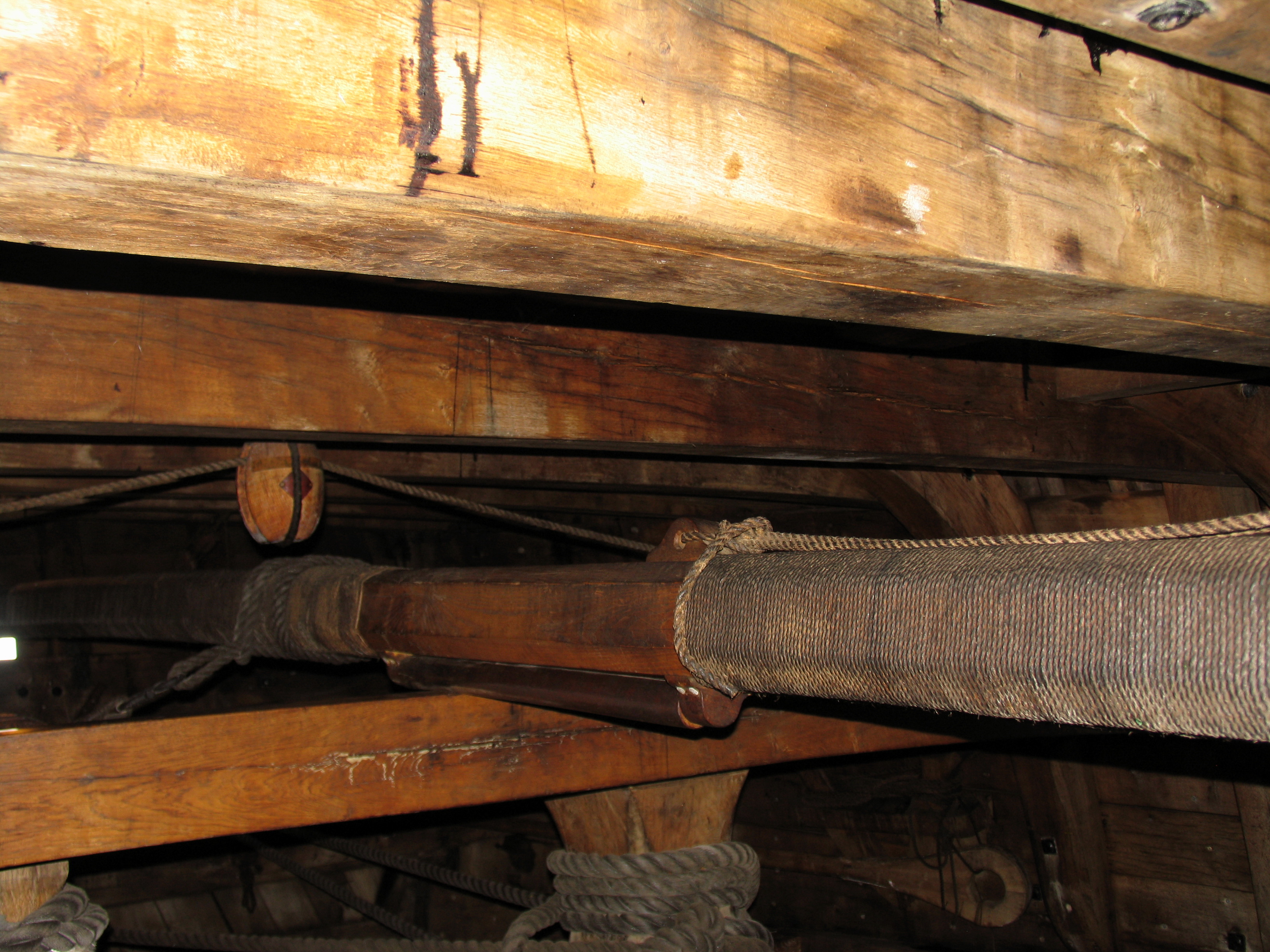
Румпель сучасної реконструкції галеона «Батавія»
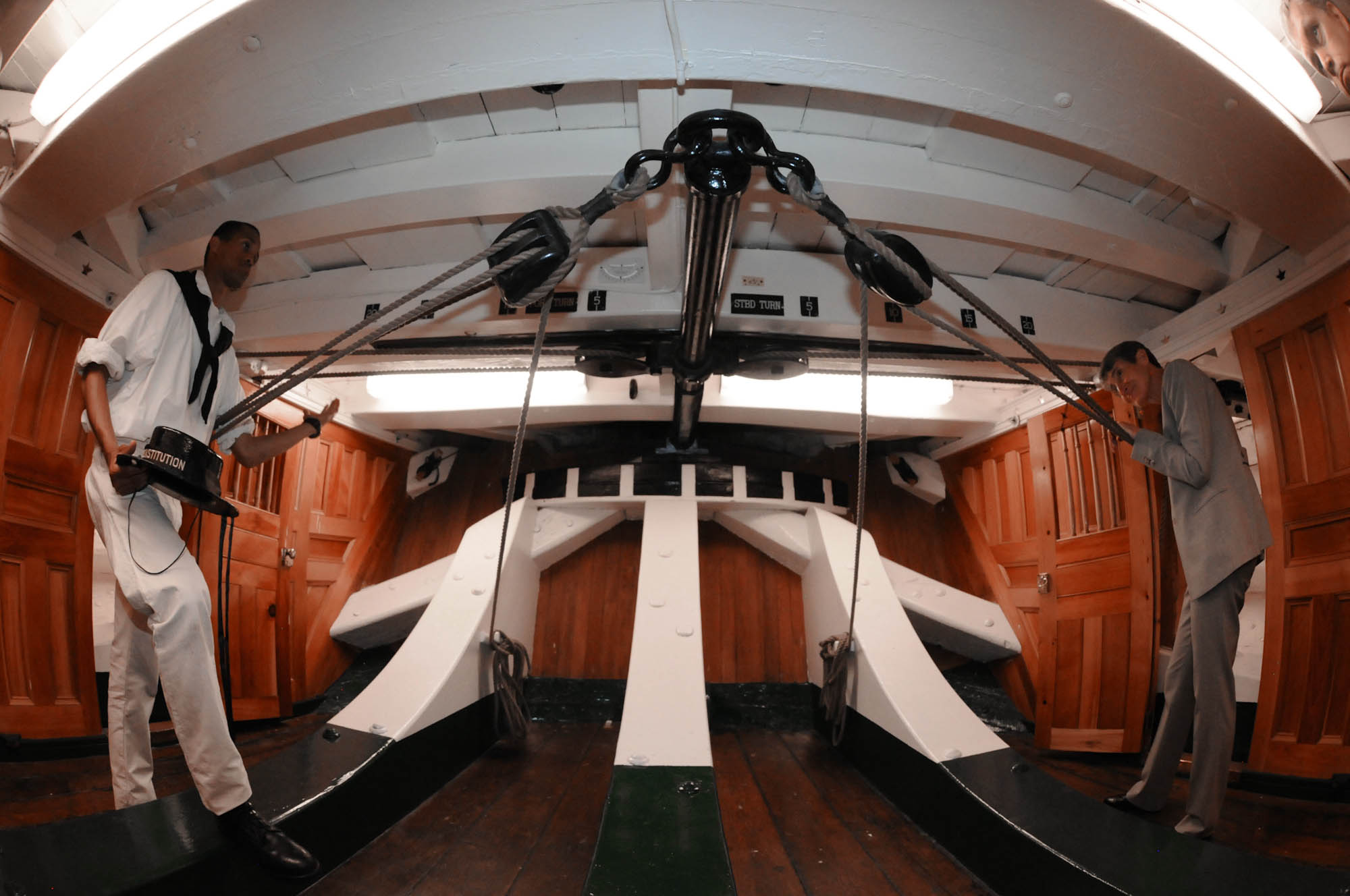
Румпель зі штуртросами і румпель-талями фрегата «Конституція»
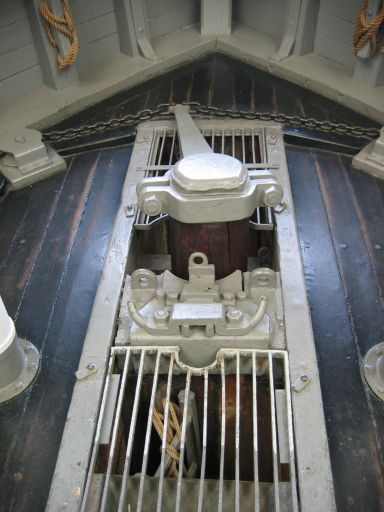
Румпель «Фрама»